# Gefion Gymnasium
Gefion Gymnasium er et gymnasium i Indre København, som er en sammenlægning af Østre Borgerdyd Gymnasium og Metropolitanskolen.
Gefion Gymnasium ligger i samme bygning som Geocenter Danmark på Øster Voldgade 10. Gymnasiet ligger i område 5, der tidligere husede Geografisk Institut, og i det nu nedlagte GeoBibliotek. Lokalerne er blevet ledige på grund af "fortætningsreglen" (Antallet af kvadratmeter er skrumpet, samtidig med at studentermassen er vokset.).
I 2010 fik skolen 394 ansøgninger, hvilket er en stigning på over 60 % i forhold til det samlede antal ansøgninger til Østre Borgerdyd Gymnasium og Metropolitanskolen året før.
Gymnasiet optager 420 elever om året. 

## Rektorer
- 2010–2023: Birgitte Vedersø
- 2023–: Thomas Hyldal